# Attock
Attock (urdu: اٹک) är centralorten i distriktet Attock i den pakistanska provinsen Punjab. Folkmängden uppgår till cirka 150 000 invånare, inklusive Attock Cantonment som står under militär administration.
Staden med omgivande distrikt är viktig för Pakistans ekonomi eftersom en stor del av landets olja pumpas upp i distriktet.
Attock har historiskt varit en strategiskt viktig punkt. Alexander den stores fälttåg mot Indien 326 f. Kr. gick över Attock, liksom Timur Lenks 1398. Akbar den store anlade ett fort här 1581.